# Bobcat Company
Bobcat Company je ameriški proizvajalec gradbenih in kmetijskih strojev. Sedež podjetja je v West Fargu, Severna Dakota. Podjetje je bilo od leta 1995 do 2007 podružnica od Ingersoll Randa, od julija 2007 pa je v lasti južnokorejksega Doosan Group. 
Podjetje je znanno po majhnih kompaktnih kopačih - skidsterjih. 